# Тай-кадайські мови

Тай-кадайські мови (інші назви — дайські, кадайські, крадайські) — родина тональних мов, якими розмовляють на півдні Китаю (провінція Хайнань) та в Південно-східній Азії. До цієї родини належать тайська і лаоська, державні мови, відповідно, Таїланду та Лаосу.
Раніше ці мови відносили до сино-тибетських, але зараз виділяють у окрему родину. Існує наукова суперечка щодо того, де кадайські мови виникли — в Китаї чи в Індокитаї.